# Oegoconia annae
Oegoconia annae is een vlinder uit de familie dominomotten (Autostichidae). De wetenschappelijke naam is voor het eerst geldig gepubliceerd in 2007 door Sutter.
Deze vlinder komt voor in Europa.